# In principio (Pärt)
In principio est une œuvre pour chœur mixte et orchestre du compositeur estonien Arvo Pärt composée en 2003.

## Historique
Cette œuvre est une commande au compositeur du diocèse de Graz-Seckau en Autriche et est dédiée au chef d'orchestre Tõnu Kaljuste. Le texte reprend une extrait de l'Évangile selon Jean. Elle est créée le 22 mai 2003 à la Chapelle istripolitaine de Graz-Seckau par le chœur Pro musica Graz dirigé par Michael Fendre.

## Structure
In principio est une œuvre en cinq mouvements :
1. In principio erat Verbum ~ 3 min
2. Fui homo missus a Deo ~ 1 min 45 s
3. Erat lux vera ~ 7 min 15 s
4. Quotquot autem acceperunt sum ~ 3 min 40 s
5. Et Verbum caro factum est ~ 4 min

L'exécution de l'œuvre dure environ 19 minutes.

## Discographie sélective
- Sur le disque In principio par le Chœur de chambre philharmonique estonien dirigé par Tõnu Kaljuste chez ECM Records, 2009.